# Kawasaki 500 H1R
La Kawasaki 500 H1R è una motocicletta da competizione prodotta dalla Kawasaki tra il 1969 e il 1971.
Nell'inverno 1969 la Kawasaki presentò la "Kawasaki 500 H1R", versione da competizione della "500 H1", destinata ai piloti privati che fu utilizzata negli Stati Uniti e Europa.
Il motore della "H1R" riutilizza moltissime componenti di quello stradale da cui deriva, ma con sensibili variazioni alla distribuzione prevista a tre serie di luci incrociate: una di aspirazione, una di scarico, due di travaso e due supplementari di travaso e lavaggio. Stranamente fu mantenuto l'impianto di lubrificazione automatica, di nessuna utilità nelle competizioni, anzi costituente un peso superfluo. Il cambio, completamente riprogettato, disponeva dell'alberello di comando bilaterale, per meglio adattarsi alle diverse abitudini di guida dei piloti.
Il telaio era il punto debole della moto perché, a dispetto del generoso diametro dei tubi in acciaio, non restituisce la necessaria rigidità strutturale e prevede l'alloggiamento del motore troppo alto per offrire un'accettabile maneggevolezza. Alla fine della stagione del 1970, la Kawasaki cercò eliminare alcuni difetti con la versione "H1RA", senza ottenere miglioramenti apprezzabili.
L'esordio sportivo della "H1R" avvenne in occasione della 200 Miglia di Daytona, nel febbraio del 1970. Il pilota scelto fu l'esperto duetempista neozelandese Ginger Molloy che, non avendo il tempo di effettuare modifiche radicali, si limitò a sostituire i rapporti del cambio, eliminare l'impianto di lubrificazione e regolare il set-up sulla base della sua precedente esperienza con la Bultaco 250 TSS. Molloy si qualificò con il giro più veloce, alla media di 159,83 mph (pari a circa 257 km/h), e giunse sesto nella gara, vinta dalla Honda CR750.
Nel Motomondiale 1970, oltre a Molloy, la "H1R" fu pilotata anche dai francesi Ravel e Offenstadt, dagli italiani Bertarelli e Zubani, dallo svizzero Marsowsky e dagli inglesi Carney e Simmonds.

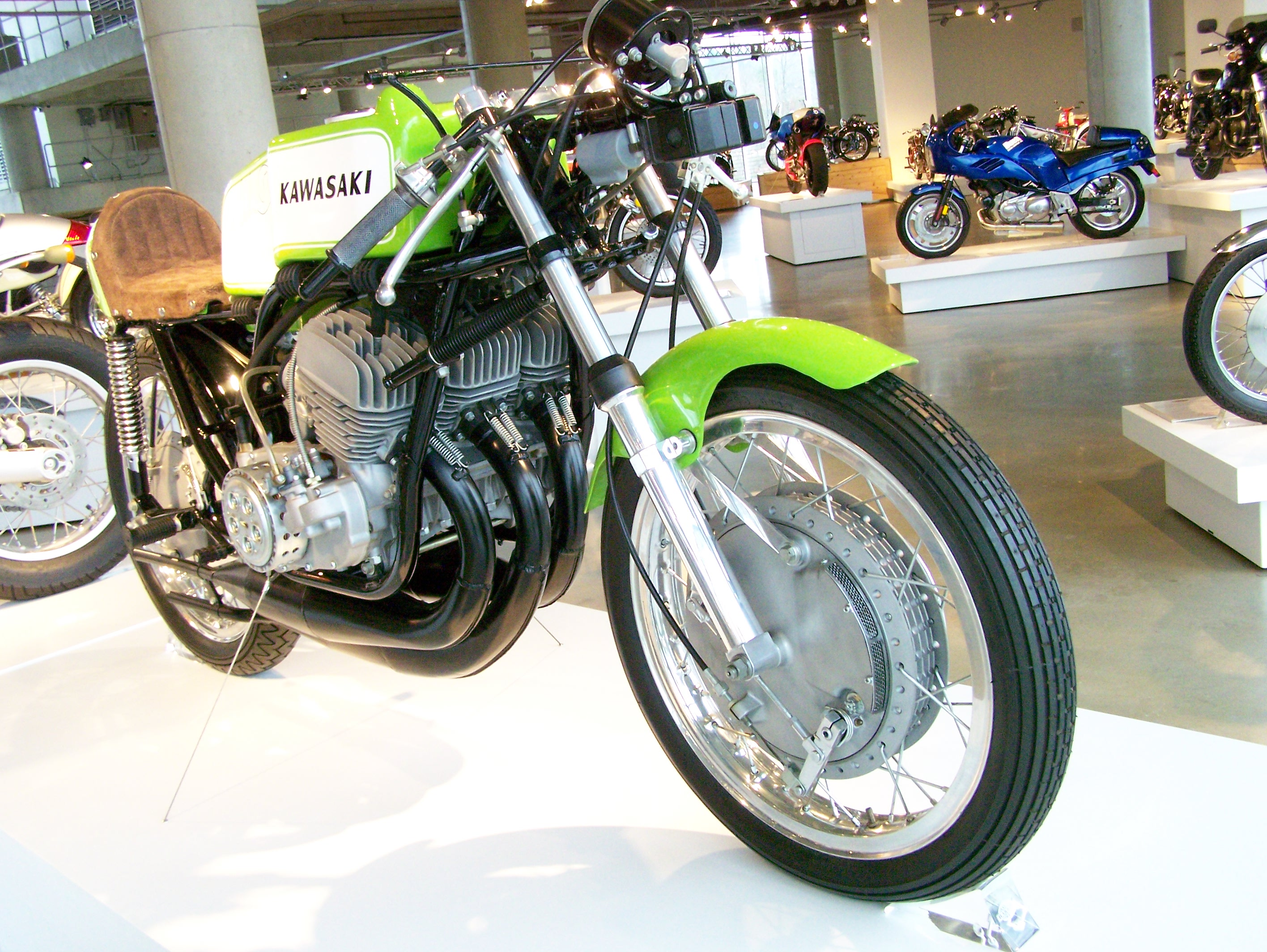
La 2ª serie "H1RA"

Fu quest'ultimo, particolarmente insoddisfatto della ciclistica, a far costruire un nuovo telaio dallo specialista inglese Sprayson, inaugurando una serie di trasformazioni che vide il confronto serrato tra i migliori telaisti europei dell'epoca.
Nel vecchio continente, data l'esistenza di molti elaboratori e costruttori specializzati in parti motociclistiche, questo modello rappresentò una sorta di comune laboratorio sperimentale, nel quale si formò l'entourage tecnico europeo che, pochi anni dopo, avrebbe dato vita ai vari team del Motomondiale, spesso prevalenti sui reparti corse ufficiali giapponesi, nel trentennio di egemonia duetempistica.
Occorre precisare che la prima versione da gran premio della Kawasaki 500 è addirittura precedente all'uscita della "H1R". Venne infatti concepita dall'appassionato milanese Achille Rossi che, nel 1969, realizzò una moto da GP sulla base di una normale "H1", facendo elaborare il motore dal tecnico tedesco Peter Dürr e affidando la costruzione del telaio allo specialista meneghino Stelio Belletti. L'iniziativa fu però affossata dalla presentazione della "H1R" ufficiale che, comprensibilmente, monopolizzò l'interesse dei potenziali clienti cui era destinata la special di Rossi.
Costruita in una cinquantina di esemplari, la carriera agonistica della Kawasaki 500 H1R nel Motomondiale ebbe vita breve, limitatamente alle stagioni 1970 e 1971 e senza mai essere motivo di grande preoccupazione per il binomio Agostini-MV Agusta. Già nel 1972 venne surclassata dalla connazionale Suzuki TR 500, dotata di telaio inglese ispirato alla "Featherbed". Purtuttavia, la "H1R" fu la prima "2 tempi" a conquistare la vittoria nella classe 500 del Motomondiale, con la vittoria di Simmonds nel GP di Spagna del 1971.